# Liste der Biografien/Kow
Liste der Biografien |
Portal Biografien |
Personensuche
# |
A |
B |
C |
D |
E |
F |
G |
H |
I |
J |
K |
L |
M |
N |
O |
P |
Q |
R |
S |
T |
U |
V |
W |
X |
Y |
Z |
?
 
Ka |
Kb |
Kc |
Kd |
Ke |
Kf |
Kg |
Kh |
Ki |
Kj |
Kl |
Km |
Kn |
Ko |
Kp |
Kr |
Ks |
Kt |
Ku |
Kv |
Kw |
Ky |
Kx |
Kz
 
Koa |
Kob |
Koc |
Kod |
Koe |
Kof |
Kog |
Koh |
Koi |
Koj |
Kok |
Kol |
Kom |
Kon |
Koo |
Kop |
Kor |
Kos |
Kot |
Kou |
Kov |
Kow |
Kox |
Koy |
Koz
Die Liste der Biografien führt alle Personen auf, die in der deutschsprachigen Wikipedia einen Artikel haben. Dieses ist eine Teilliste mit 309 Einträgen von Personen, deren Namen mit den Buchstaben „Kow“ beginnt.

## Kow

### Kowa
- Kowa, Barbara (* 1973), österreichische Schauspielerin
- Kowa, Thomas (* 1969), deutscher Schriftsteller, Musiker und Podcaster
- Kowa, Viktor de (1904–1973), deutscher Theater- und Filmschauspieler, Regisseur, Erzähler und KomödiendichterViktor de Kowa (1904–1973)

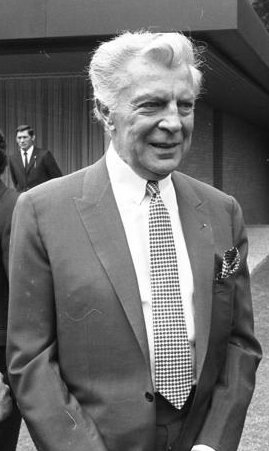
Viktor de Kowa (1904–1973)

- Kowa, Win (* 1954), deutscher Musiker, Komponist und Produzent
- Kowa-Tanaka, Michiko de (1909–1988), japanisch-österreichische Schauspielerin und Sängerin (Sopran)

#### Kowad
- Kowada, Toshiko (* 1949), japanische Tischtennisspielerin

#### Kowal
- Kowal, Charles Thomas (1940–2011), US-amerikanischer Astronom
- Kowal, Denis Anatoljewitsch (* 1991), russischer Eisschnellläufer
- Kowal, Erich (* 1931), deutscher DBD-Funktionär, DBD-Bezirksvorsitzender Frankfurt (Oder)
- Kowal, Frédéric (* 1970), französischer Ruderer
- Kowal, Jan (* 1967), polnischer Skispringer
- Kowal, Kristy (* 1978), US-amerikanische Schwimmerin
- Kowal, Maksym (* 1992), ukrainischer Fußballtorwart
- Kowal, Marian Victorowitsch (1907–1971), russischer Komponist
- Kowal, Mary Robinette (* 1969), amerikanische Schriftstellerin und Puppenspielerin
- Kowal, Matylda (* 1989), polnische Hindernisläuferin
- Kowal, Mychajlo (* 1956), ukrainischer Offizier und Politiker
- Kowal, Paweł (* 1975), polnischer Politiker, Mitglied des Sejm, MdEP
- Kowal, Wassyl (* 1989), ukrainischer Leichtathlet
- Kowal, Wital (* 1980), russisch-belarussischer Eishockeytorwart
- Kowal, Witalina (* 1990), ukrainische LGBTIQ und Frauenrechtsaktivistin
- Kowal, Wlada Alexandrowna (* 2001), russische Tennisspielerin
- Kowal, Yoann (* 1987), französischer Leichtathlet
- Kowal-Samborski, Iwan Iwanowitsch (1893–1962), russisch-ukrainischer Schauspieler beim sowjetischen und deutschen Film
- Kowala, Gerhard (1910–2003), deutscher Politiker (GB/BHE), MdL in Niedersachsen (1959–1963)
- Kowalchuk, William R junior (* 1943), kanadischer Produktionsleiter, Regisseur und Filmschaffender
- Kowalczak, Piotr (* 1950), polnischer Wissenschaftler
- Kowalczewski, Paul Ludwig (1865–1910), deutscher Bildhauer
- Kowalczik, Birgit (* 1967), deutsche Schwimmerin
- Kowalczuk, Ilko-Sascha (* 1967), deutscher Historiker und AutorIlko-Sascha Kowalczuk (* 1967)

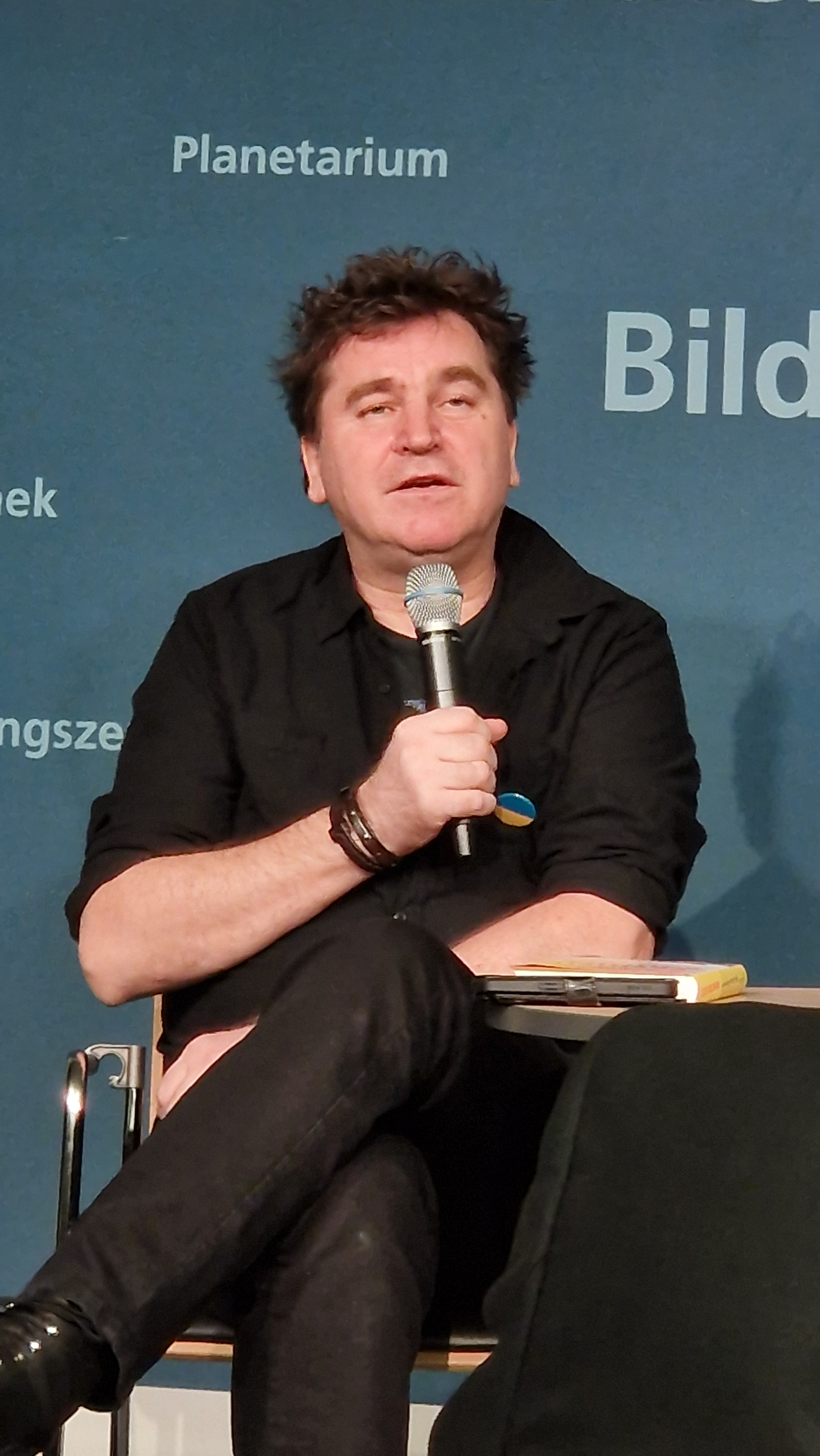
Ilko-Sascha Kowalczuk (* 1967)

- Kowalczuk, Piotr (* 1976), polnischer Kommunalpolitiker und stellvertretender Stadtpräsident
- Kowalczyk, Andrzej (* 1948), polnischer Physiker
- Kowalczyk, Anton (1866–1947), polnischer Missionar; Oblate der Makellosen Jungsfrau Maria
- Kowalczyk, Bogdan (* 1946), polnischer Handballspieler und -trainer
- Kowalczyk, Hanni (1924–2004), deutsche Grafikerin, Typografin und Autorin
- Kowalczyk, Henryk (* 1956), polnischer Politiker, Mitglied des Sejm
- Kowalczyk, Ignace (1913–1996), polnischstämmiger französischer Fußballspieler
- Kowalczyk, Jacek (* 1959), polnischer Publizist
- Kowalczyk, Jacek (* 1981), polnischer Fußballspieler
- Kowalczyk, Jan (1941–2020), polnischer Springreiter
- Kowalczyk, Jarosław (* 1989), polnischer Radrennfahrer
- Kowalczyk, Józef (* 1938), polnischer Erzbischof
- Kowalczyk, Julia (* 1997), polnische Judoka
- Kowalczyk, Justyna (* 1983), polnische SkilangläuferinJustyna Kowalczyk (* 1983)

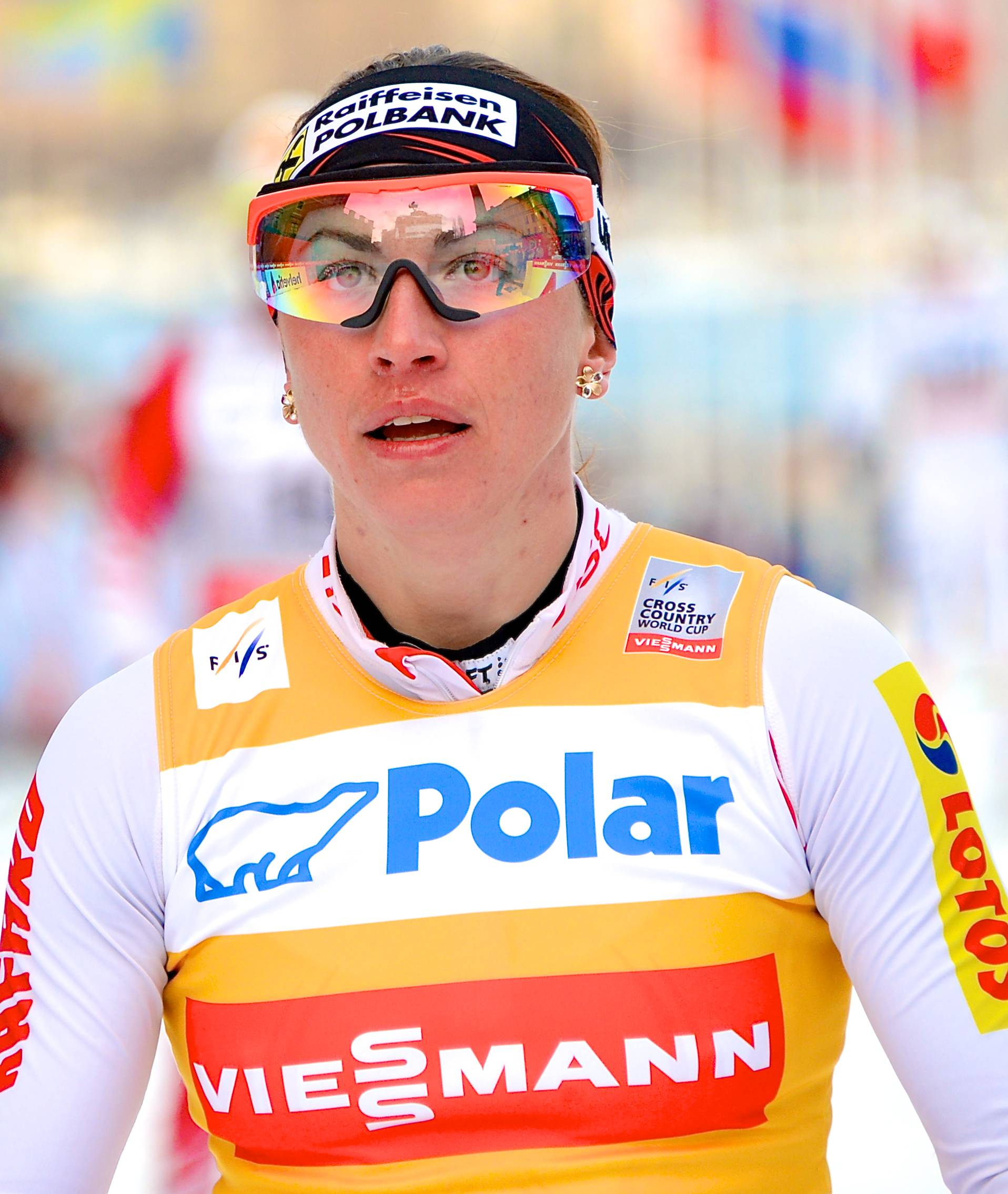
Justyna Kowalczyk (* 1983)

- Kowalczyk, Małgorzata (* 1974), polnische Historikerin
- Kowalczyk, Marcin (* 1985), polnischer Fußballspieler
- Kowalczyk, Mateusz (* 1987), polnischer Tennisspieler
- Kowalczyk, Tadeusz (1952–1997), polnischer Politiker, Mitglied des Sejm
- Kowalczyk, Wojciech (* 1972), polnischer Fußballspieler
- Kowald, Ludwig (1939–2007), österreichischer Landwirt und Politiker (ÖVP), Abgeordneter zum Nationalrat
- Kowald, Peter (1944–2002), deutscher Kontrabassist und Tubist im Bereich Free Jazz/improvisierter Musik
- Kowald, Robert Christian (1966–2006), österreichischer Schauspieler
- Kowald, Wilhelm (1858–1932), deutscher Politiker der SPD
- Kowalenko, Alexander Igorewitsch (* 2003), russischer Fußballspieler
- Kowalenko, Alexander Jurjewitsch (* 1963), russischer Leichtathlet
- Kowalenko, Alexander Petrowitsch (1943–2002), sowjetisch-armenischer Fußballspieler
- Kowalenko, Alissa (* 1987), ukrainische Filmregisseurin
- Kowalenko, Anastassija (* 1991), ukrainische Billardspielerin
- Kowalenko, Andrei Nikolajewitsch (* 1970), russischer Eishockeyspieler
- Kowalenko, Anna (* 1991), ukrainische Politikerin, Aktivistin und Journalistin
- Kowalenko, Dmytro (* 1977), ukrainischer Fußballspieler
- Kowalenko, Ihor (1935–2019), sowjetischer bzw. ukrainischer Mathematiker
- Kowalenko, Ihor (* 1988), lettisch-ukrainischer SchachspielerIhor Kowalenko (* 1988)

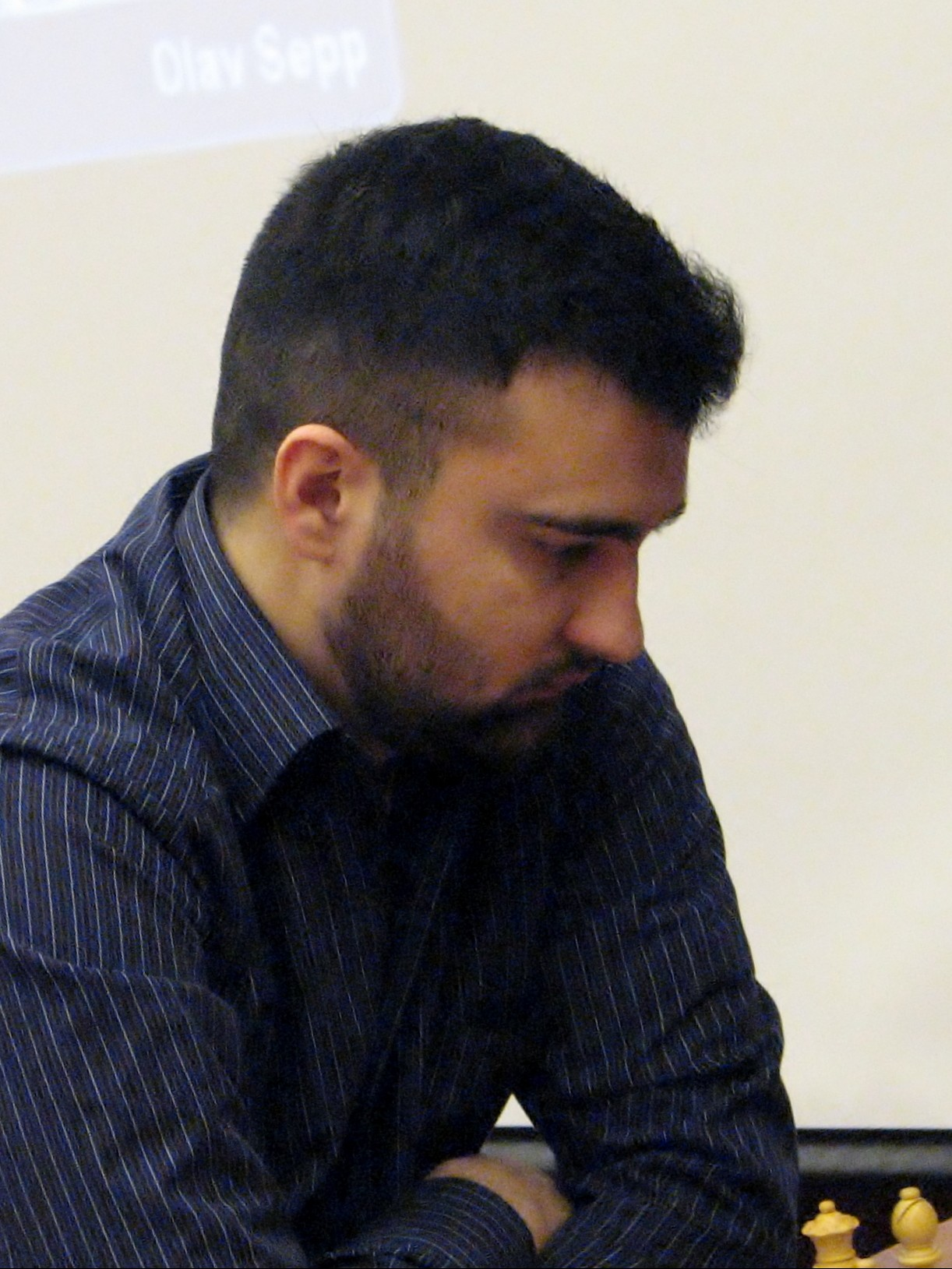
Ihor Kowalenko (* 1988)

- Kowalenko, Inna Konstantinowna (* 1962), russische Tischtennisspielerin
- Kowalenko, Iwan (1919–2001), ukrainischer Autor und sowjetischer Dissident
- Kowalenko, Jurij (* 1967), ukrainischer Schauspieler und Synchronsprecher
- Kowalenko, Oleksandr (1875–1963), ukrainischer Wissenschaftler, politischer Aktivist und Schriftsteller
- Kowalenko, Ostap Witaljewitsch (* 2001), russischer Tennisspieler
- Kowalenko, Pjotr Petrowitsch (1942–1993), sowjetischer Skispringer
- Kowalenko, Sergei Iwanowitsch (1947–2004), sowjetischer Basketballspieler
- Kowalenko, Sergei Wladimirowitsch (* 1976), russischer Ringer
- Kowalenko, Stanislaw (* 1997), ukrainischer Sprinter
- Kowalenko, Swetlana Alexejewna (1927–2007), sowjetische bzw. russische Literaturwissenschaftlerin und Autorin
- Kowalenko, Welin (* 1995), bulgarischer Mittelstreckenläufer
- Kowalenko, Wiktor (* 1996), ukrainischer Fußballspieler
- Kowalenko, Witali Alexandrowitsch (* 1934), russischer Volleyballballspieler
- Kowalewskaja, Jekaterina Walentinowna (* 1974), russische Schachspielerin
- Kowalewskaja, Sofja Wassiljewna (1850–1891), russische Mathematikerin
- Kowalewskaja, Tamara Wladimirowna (1923–1986), sowjetische Architektin und Hochschullehrerin
- Kowalewskaja, Wera Borissowna (* 1931), sowjetisch-russische Prähistorikerin
- Kowalewski, Alexander Onufrijewitsch (1840–1901), russischer Zoologe
- Kowalewski, Arnold (1873–1945), deutscher Philosoph
- Kowalewski, Cölestin (1700–1771), deutscher Jurist
- Kowalewski, Gerhard (1876–1950), deutscher Mathematiker
- Kowalewski, Günter (* 1943), deutscher Ringer
- Kowalewski, Gustav (1905–1957), deutscher Bergsteiger und Bergretter
- Kowalewski, Jan (1892–1965), polnischer Oberstleutnant und GeheimdienstlerJan Kowalewski (1892–1965)

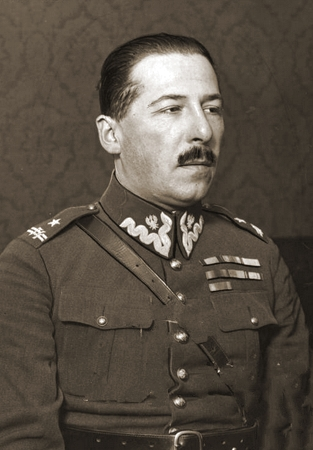
Jan Kowalewski (1892–1965)

- Kowalewski, Jegor Petrowitsch (1809–1868), russischer Bergbauingenieur, Forschungsreisender, Diplomat, Senator und Schriftsteller
- Kowalewski, Jewgraf Petrowitsch (1790–1867), russischer Bergbauingenieur, Senator und Minister
- Kowalewski, Józef (1801–1878), polnisch-russischer Mongolist, Buddhismuskundler und Hochschullehrer
- Kowalewski, Katharina (* 1981), Schauspielerin und Regisseurin
- Kowalewski, Krzysztof (1937–2021), polnischer Schauspieler
- Kowalewski, Lutz (1960–2024), deutscher Bluesgitarrist
- Kowalewski, Martin (* 1970), deutsch-polnischer Fußballspieler
- Kowalewski, Maxim Maximowitsch (1851–1916), russischer Soziologe, Historiker und Jurist
- Kowalewski, Paweł (* 1958), polnischer Maler, Installationskünstler, Pädagoge und Unternehmer
- Kowalewski, Simon (* 1981), deutscher Politiker (Piratenpartei), MdA Berlin
- Kowalewski, Wladimir Onufrijewitsch (1842–1883), russischer Paläontologe
- Kowalewski, Wojciech (* 1977), polnischer Fußballtorhüter
- Kowalewsky, Herbert (1907–2003), deutscher Gewerkschafter und Politiker (SPD), MdA
- Kowalewskyj, Anton (* 1985), ukrainischer Eiskunstläufer
- Kowalez, Serhij (* 1968), ukrainischer Fußballspieler
- Kowalez, Sofija (* 1994), ukrainische Tennisspielerin
- Kowalik, Edwin (1928–1997), polnischer Pianist, Publizist und Komponist
- Kowalik, Janusz (* 1944), polnischer Fußballspieler
- Kowalik, Krzysztof (* 1971), polnischer Fußballspieler
- Kowalik, Marlene (* 1984), deutsche und polnische Fußballspielerin
- Kowalik-Bańczyk, Krystyna (* 1976), polnische Juristin
- Kowalinski, Slawomir (* 1965), polnischer Pianist, Komponist und Pädagoge
- Kowaliska, Irene (1905–1991), polnisch-italienische Malerin, Keramikerin und Textil-Designerin
- Kowalj, Willi (1943–1988), deutscher Schauspieler
- Kowaljonok, Wladimir Wassiljewitsch (* 1942), sowjetischer Kosmonaut
- Kowaljow, Alexander Wladimirowitsch (* 1975), russischer Kanute und Olympiamedaillengewinner
- Kowaljow, Alexei Wjatscheslawowitsch (* 1973), russischer Eishockeyspieler und -trainerAlexei Wjatscheslawowitsch Kowaljow (* 1973)

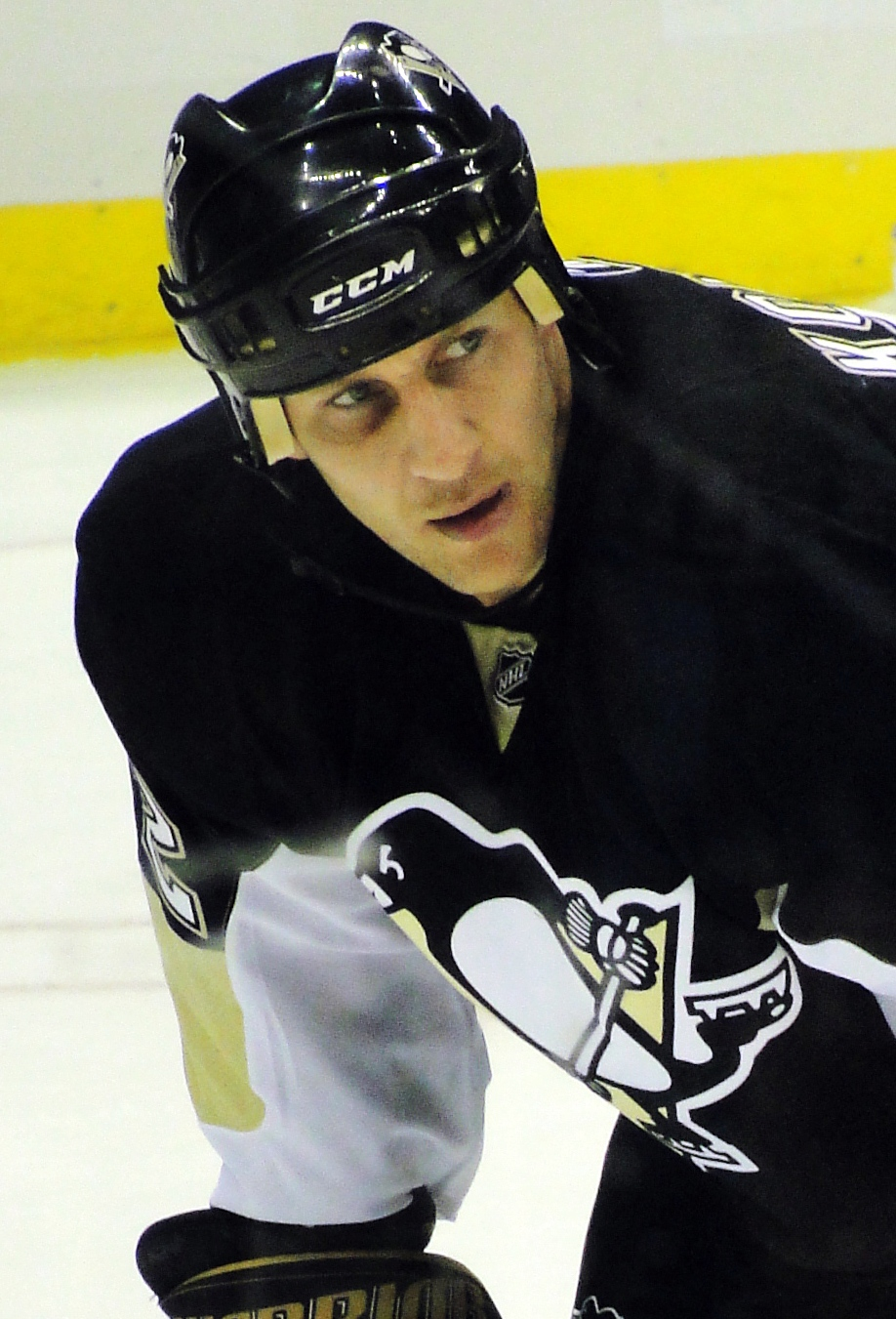
Alexei Wjatscheslawowitsch Kowaljow (* 1973)

- Kowaljow, Anatoli Gawrilowitsch (1923–2002), sowjetischer Diplomat und Poet
- Kowaljow, Boris Nikolajewitsch (* 1965), russischer Historiker und wissenschaftlicher Mitarbeiter am Sankt Petersburger Institut für Geschichte der Russischen Akademie der Wissenschaften
- Kowaljow, Dmitri Alexandrowitsch (* 1976), russischer Ruderer
- Kowaljow, Dmitri Sergejewitsch (* 1982), russischer Handballspieler und -trainer
- Kowaljow, Gennadi Gennadijewitsch (* 1983), russischer Boxer
- Kowaljow, Gennadi Iwanowitsch (1945–2024), sowjetischer Biathlet
- Kowaljow, Iwan Alexandrowitsch (* 1986), russischer Radrennfahrer
- Kowaljow, Jewgeni Alexandrowitsch (* 1989), russischer Radrennfahrer
- Kowaljow, Juri Petrowitsch (1965–1991), aserbaidschanischer Offizier und Nationalheld Aserbaidschans russischer Abstammung
- Kowaljow, Konstantin Sergejewitsch (* 2000), russischer Fußballspieler
- Kowaljow, Nikolai Anatoljewitsch (* 1986), russischer Säbelfechter
- Kowaljow, Nikolai Dmitrijewitsch (1949–2019), russischer Politiker
- Kowaljow, Sergei Adamowitsch (1930–2021), sowjetischer Dissident, russischer Politiker und Biologe
- Kowaljow, Sergei Alexandrowitsch (* 1983), russischer BoxerSergei Alexandrowitsch Kowaljow (* 1983)

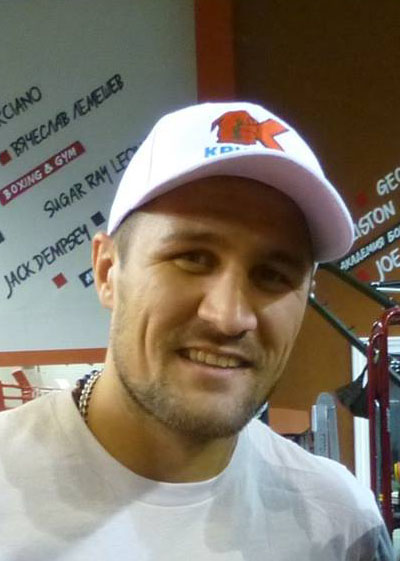
Sergei Alexandrowitsch Kowaljow (* 1983)

- Kowaljow, Vitalij (* 1968), ukrainischer Opernsänger
- Kowaljow, Waleri Walerjewitsch (1970–2021), russischer Unternehmer, Philanthrop und Wikimedianer
- Kowaljow, Wiktor Nikolajewitsch (1953–2007), russischer Bandyspieler und -trainer
- Kowaljow, Wladimir Nikolajewitsch (* 1953), russisch-sowjetischer Eiskunstläufer
- Kowaljowa, Alina Romanowna (* 1993), russische Curlerin
- Kowaljowa, Anastassija Olegowna (* 2002), russische Tennisspielerin
- Kowaljowa, Marina Franzewna (1923–2007), sowjetische Schauspielerin
- Kowaljowa, Polina Nikolajewna (* 1993), russische Skilangläuferin
- Kowalke, Alfred (1907–1944), deutscher KPD-Funktionär und antifaschistischer Widerstandskämpfer
- Kowalke, Rüdiger (1947–2019), deutscher Koch und Restaurantinhaber
- Kowalkowski, Hans-Jürgen (* 1922), deutscher Fußballspieler
- Kowall, Nikolaus (* 1982), österreichischer Wirtschaftswissenschaftler und Politiker (SPÖ)
- Kowalleck, Maik (* 1974), deutscher Politiker (CDU), MdL
- Kowallek, Adolf (1852–1902), deutscher Gartenarchitekt
- Kowalówka, Sebastian (* 1986), polnischer Eishockeyspieler
- Kowalska, Beata, polnische Soziologin
- Kowalska, Bożena (1930–2023), polnische Kunstwissenschaftlerin, -kritikerin, -sammlerin, Galeristin und Biografin
- Kowalska, Chana Gitla (* 1907), polnisch-französische Malerin
- Kowalska, Dagmara (* 1976), polnische Handballspielerin und -trainerin
- Kowalska, Kasia (* 1973), polnische Sängerin
- Kowalska, Katarzyna (* 1985), polnische Hindernisläuferin
- Kowalska, Maria Faustyna (1905–1938), polnische Ordensschwester, Mystikerin und HeiligeMaria Faustyna Kowalska (1905–1938)

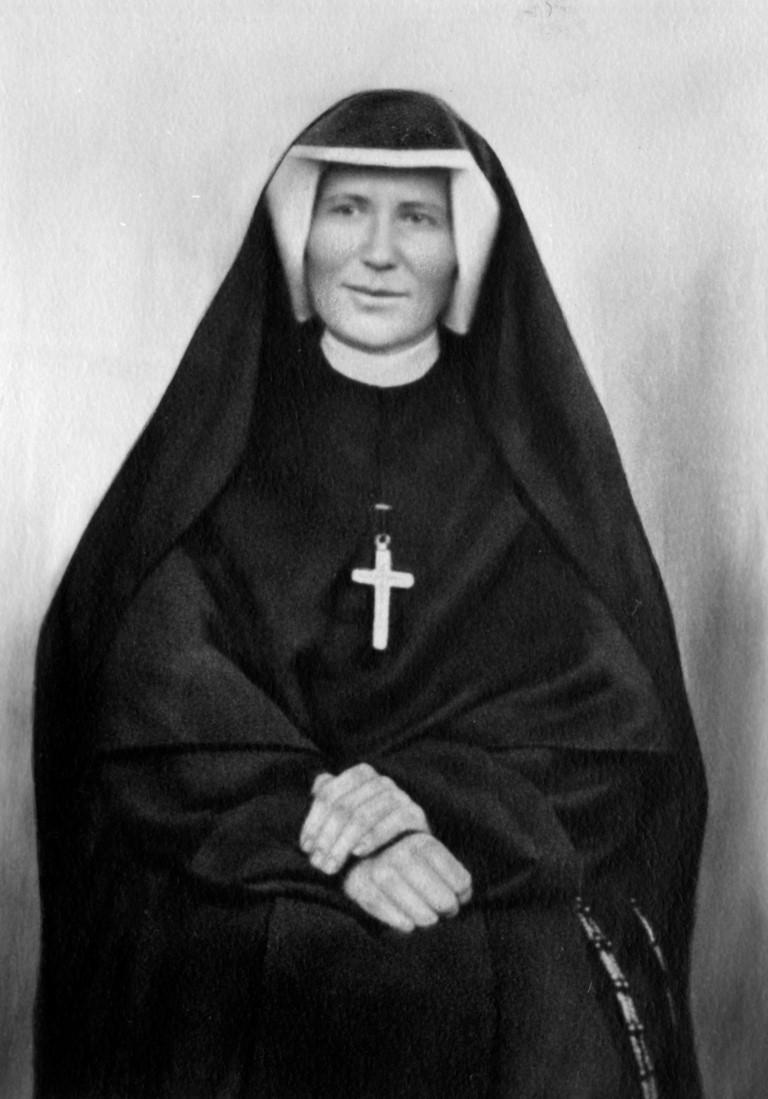
Maria Faustyna Kowalska (1905–1938)

- Kowalska, Natalia (* 1989), polnische Automobilrennfahrerin
- Kowalska, Paulina (* 1993), polnische Schauspielerin
- Kowalska, Teresa (1946–2023), polnische Chemikerin und Hochschullehrerin
- Kowalska-Lewicka, Anna (1920–2009), polnische Ethnographin
- Kowalska-Pińczak, Alina (* 1948), polnische Dirigentin
- Kowalskaja, Jelisaweta Nikolajewna (1851–1943), russische bzw. sowjetische Anarchistin
- Kowalski, Adam (1912–1971), polnischer Basketball-, Eishockey-, Handball- und Wasserballspieler
- Kowalski, Adam (* 1994), polnischer Volleyballspieler
- Kowalski, Aleksander (1902–1940), polnischer Eishockeyspieler
- Kowalski, Aleksander (1930–2009), polnischer Skisportler
- Kowalski, Alexander (* 1978), deutscher Techno- und House-Produzent
- Kowalski, André (* 1963), deutscher Fotograf
- Kowalski, Andrzej (* 1959), polnischer Skispringer
- Kowalski, Antoni (* 2004), polnischer Snookerspieler
- Kowalski, Bartholomäus (* 1988), deutsch-polnischer Schauspieler
- Kowalski, Bartosz M. (* 1984), polnischer Filmregisseur und Drehbuchautor
- Kowalski, Beate (* 1965), deutsche römisch-katholische Theologin
- Kowalski, Bernard L. (1929–2007), US-amerikanischer Filmregisseur, Filmproduzent und Drehbuchautor
- Kowalski, Bogusław (* 1964), polnischer Politiker, Mitglied des Sejm
- Kowalski, Christa (1934–2017), deutsche Hörspielregisseurin
- Kowalski, Daniel (* 1975), australischer Schwimmer
- Kowalski, Emil (* 1937), Schweizer Physiker und Autor
- Kowalski, Emmanuel (* 1969), französischer Mathematiker
- Kowalski, Frank (1907–1974), US-amerikanischer Politiker
- Kowalski, Georg Lorenz von (1717–1796), preußischer Generalleutnant und Chef des Garnisonsregiments Nr. 7
- Kowalski, Gerhard (* 1942), deutscher Raumfahrtjournalist, Buchautor und Moderator
- Kowalski, Henryk (1933–2021), polnischer Radrennfahrer
- Kowalski, James (* 1957), US-amerikanischer Offizier, Generalleutnant der US Air Force
- Kowalski, Jan Maria Michał (1871–1942), Bischof der Altkatholischen Kirche der Mariaviten, später der Katholischen Kirche der Mariaviten
- Kowalski, Janusz (* 1952), polnischer Radrennfahrer
- Kowalski, Jarosław (* 1974), polnischer Snookerspieler
- Kowalski, Jehuda Lejb (1862–1925), polnischer Rabbiner, Publizist und Senator des Sejm
- Kowalski, Jens T. (* 1963), Psychologe, Neurowissenschaftler und Psychotherapeut
- Kowalski, Jochen (* 1954), deutscher Opernsänger (Countertenor)Jochen Kowalski (* 1954)

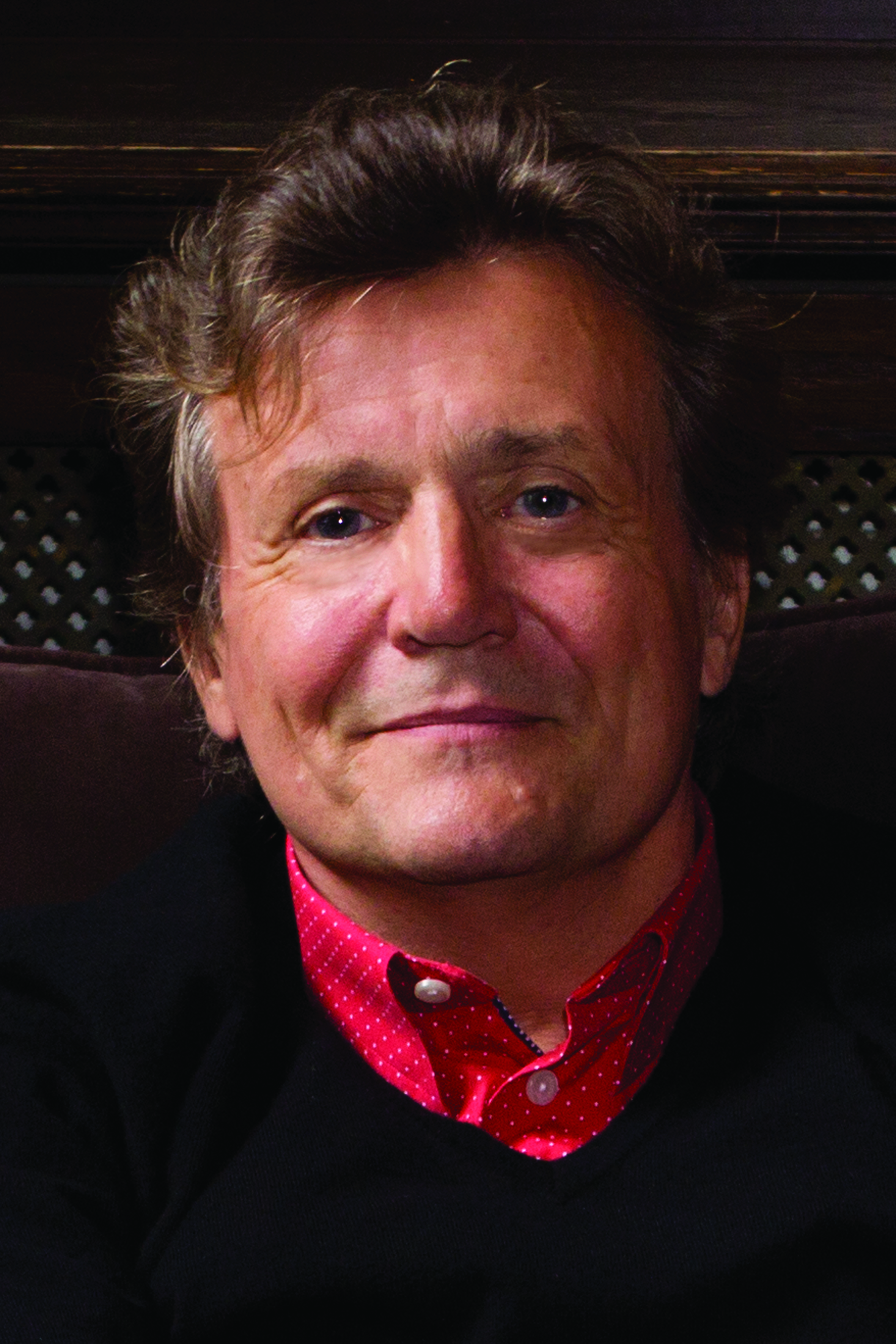
Jochen Kowalski (* 1954)

- Kowalski, John (* 1951), US-amerikanischer Fußball- und Futsaltrainer
- Kowalski, Jörg (* 1952), deutscher Lyriker, Hörspielautor, Herausgeber und Architekt
- Kowalski, Josef (1911–1942), polnischer Salesianer Don Boscos, römisch-katholischer Priester und Märtyrer
- Kowalski, Josef (* 1946), deutscher Brigadegeneral, Vizepräsident des MAD
- Kowalski, Julia (* 1979), französische Regisseurin und Drehbuchautorin
- Kowalski, Jürgen (* 1947), deutscher Fußballspieler
- Kowalski, Karla (* 1941), deutsche Architektin und Hochschullehrerin
- Kowalski, Kerstin (* 1976), deutsche Ruderin
- Kowalski, Kevin (* 1989), US-amerikanischer Footballspieler
- Kowalski, Klaus (* 1929), deutscher Bildhauer, Medailleur, Grafiker und Hochschullehrer
- Kowalski, Konstantin (1890–1976), sowjetischer Musiker
- Kowalski, Kurt (1948–2023), deutscher Fußballspieler
- Kowalski, Laabs (* 1962), deutscher Schriftsteller, Maler, Dramatiker, Fernsehautor und Musikjournalist
- Kowalski, Leo (1911–1986), deutscher Komponist und Pianist
- Kowalski, Ludwig Peter (1891–1967), deutscher Maler
- Kowalski, Malakoff (* 1979), deutsch-amerikanisch-persischer Sänger, Musiker, Komponist und ProduzentMalakoff Kowalski (* 1979)
- Kowalski, Manja (* 1976), deutsche Ruderin

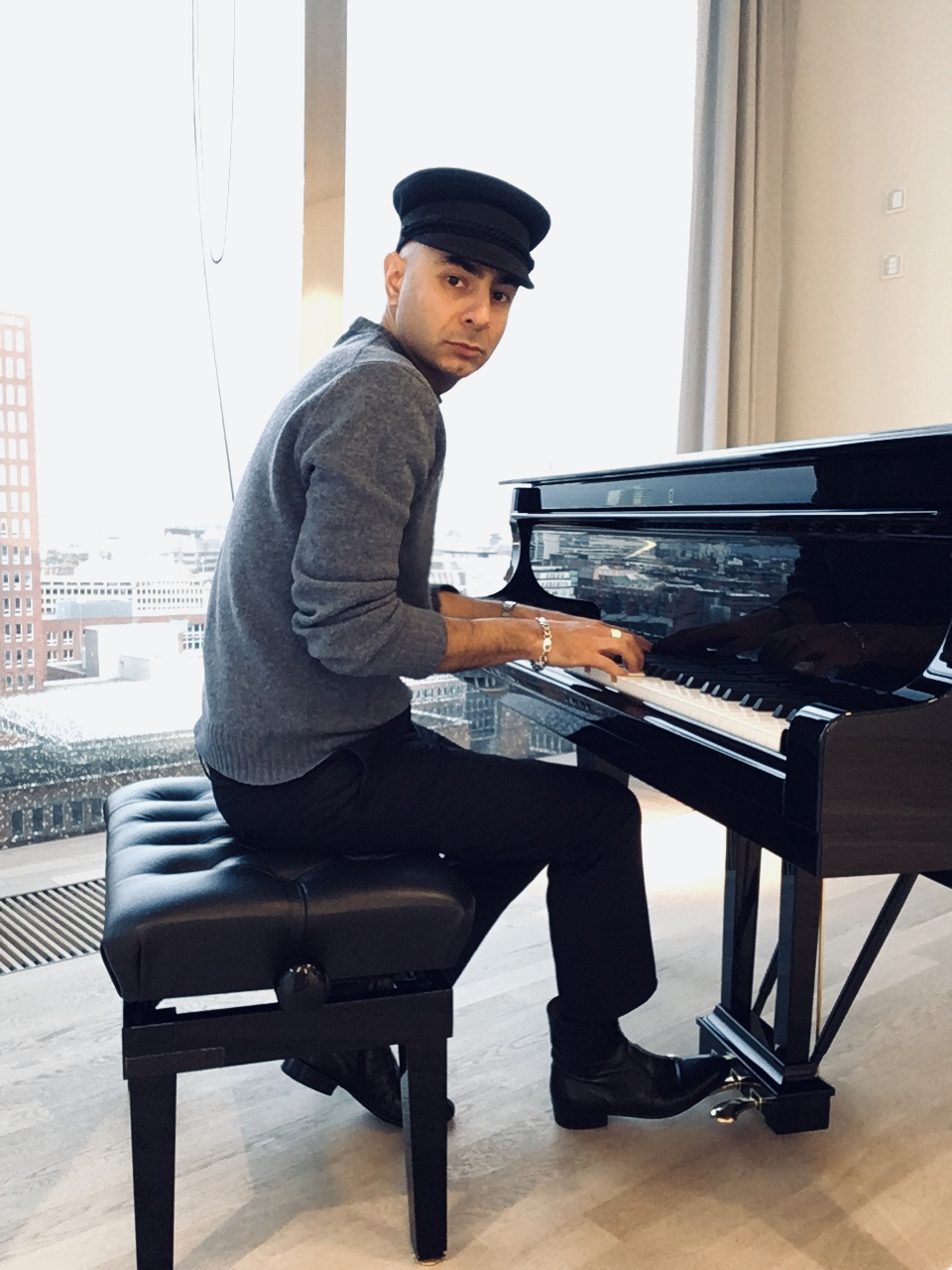
Malakoff Kowalski (* 1979)

- Kowalski, Marian Albertowitsch (1821–1884), polnisch-russischer Astronom
- Kowalski, Max (1882–1956), deutscher Komponist
- Kowalski, Miroslaw (* 1965), deutscher Politiker (CDU)
- Kowalski, Natasha (* 2003), deutsche Fußballspielerin
- Kowalski, Piotr (1927–2004), polnisch-französischer Architekt und Bildhauer
- Kowalski, Robert (* 1941), US-amerikanischer Informatiker
- Kowalski, Robin M. (* 1964), US-amerikanische Psychologin und Autorin
- Kowalski, Rudolf (1815–1883), deutscher Militärjurist
- Kowalski, Rudolf (* 1948), deutscher Schauspieler, Autor und HörspielsprecherRudolf Kowalski (* 1948)
- Kowalski, Simone (* 1997), deutsches Model

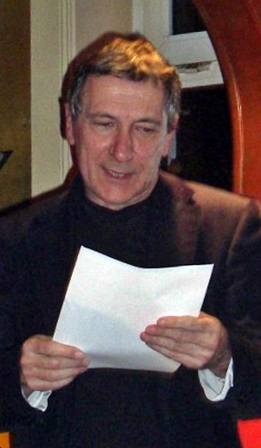
Rudolf Kowalski (* 1948)

- Kowalski, Werner (1901–1943), deutscher Widerstandskämpfer im Nationalsozialismus
- Kowalski, Werner (1929–2010), deutscher Historiker
- Kowalski, Wladislaw (1927–2007), französischer Fußballspieler und -trainer
- Kowalski, Władysław (1936–2017), polnischer Schauspieler und Lehrer
- Kowalski-Banasewicz, Bartosz (* 1977), polnischer Komponist
- Kowalsky, Alfred (1879–1943), luxemburgischer Komponist
- Kowalsky, Annamaria (* 1991), österreichisch-kroatische Komponistin, Musikerin und Künstlerin
- Kowalsky, Hans-Joachim (1921–2010), deutscher Mathematiker
- Kowalsky, Jan (* 1976), deutscher Verkaufstrainer
- Kowalsky, Maria (* 1974), deutsche Schauspielerin
- Kowalsky, Peter (* 1968), deutscher Unternehmer
- Kowalsky, Ralf (1962–1990), deutscher Leichtathlet
- Kowalsky, Wolfgang (* 1958), deutscher Elektroingenieur
- Kowaltowski, Alicia (* 1974), brasilianische Medizinerin, Biochemikerin und Hochschullehrerin an der Universität São Paulo
- Kowaltschuk, Anna Leonidowna (* 1977), russische Schauspielerin
- Kowaltschuk, Boris Michailowitsch (1940–2017), russisch-sowjetischer Physiker
- Kowaltschuk, Ilja Walerjewitsch (* 1983), russischer EishockeyspielerIlja Walerjewitsch Kowaltschuk (* 1983)

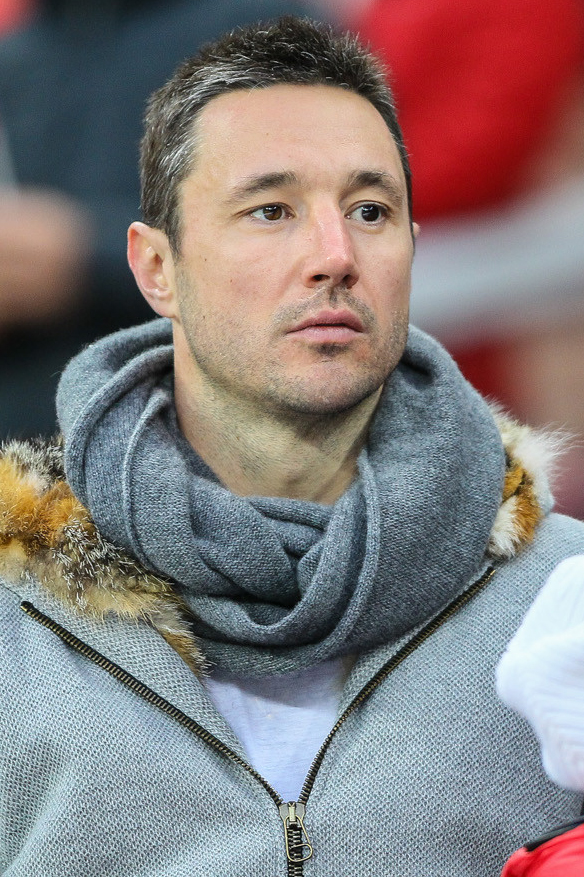
Ilja Walerjewitsch Kowaltschuk (* 1983)

- Kowaltschuk, Juri Walentinowitsch (* 1951), russischer Physiker, Finanzgeschäftsmann, Medienunternehmer und Milliardär
- Kowaltschuk, Kyrylo (* 1986), ukrainischer Fußballspieler
- Kowaltschuk, Mykola (* 1984), ukrainischer Sportfunktionär
- Kowaltschuk, Oleksij (* 1989), ukrainischer Pokerspieler
- Kowaluk, Dariusz (* 1996), polnischer Sprinter
- Kowalyk, Synowij (* 1903), ukrainischer griechisch-katholischer Priester und Märtyrer
- Kowalzig, Michael Friedrich (1780–1862), preußischer Generalleutnant
- Kowalzik, Barbara (1939–2025), deutsche Kulturwissenschafterin, Hochschullehrerin und Autorin

#### Kowan
- Kowanowa, Baira Sergejewna (* 1987), russische Schachspielerin
- Kowanz, Brigitte (1957–2022), österreichische Künstlerin
- Kowanz, Karl (1926–1997), österreichischer Fußballspieler
- Kowanz, Karl (* 1951), österreichischer Künstler

#### Kowar
- Kowař, Thea (1945–2022), deutsche Grafikerin
- Kowarc, Susanne (* 1968), österreichische Historikerin, Fremdenführerin, Reiseleiterin und Journalistin
- Kowarik, Dietbert (* 1974), österreichischer Politiker (FPÖ), Landtagsabgeordneter
- Kowarik, Ingo (* 1955), Ökologe
- Kowarik, Karl (1907–1987), österreichischer Politiker (NSDAP, VdU, FPÖ), Mitglied des Reichstags
- Kowarik, Karl (1922–2002), österreichischer Jazz- und Unterhaltungsmusiker
- Kowarik, Wilfried (1952–2018), österreichischer Priester, Prior des Stiftes Melk
- Kowark, Hannsjörg (1951–2018), deutscher Historiker, Bibliothekar und Bibliotheksleiter
- Kowarsch, Mark, deutscher Musiker
- Kowarskaja, Brigitta Pinkusowna (1930–1998), sowjetisch-moldauische Physikerin, Informatikerin und Hochschullehrerin
- Kowarski, Felicjan Szczęsny (1890–1948), polnischer Maler, Bildhauer und Hochschullehrer
- Kowarski, Lew (1907–1979), russisch-französischer Physiker
- Kowarski, Wiktor Anatoljewitsch (1929–2000), sowjetisch-moldauischer Theoretischer Physiker, Biophysiker und Hochschullehrer
- Kowarsky, Philippa, Filmproduzentin
- Kowarz, Ferdinand (1838–1914), österreichischer Entomologe
- Kowarz, Kurt (* 1958), deutscher Fußballtorwart
- Kowarzik, Max (1875–1918), deutscher Maler
- Kowarzik, Rudolf (1871–1940), österreichischer Bildhauer, Medailleur und Ziseleur

#### Kowat
- Kowatsch, Andreas (* 1978), österreichischer Jurist
- Kowatsch, Doro (1956–2024), österreichischer Offizier
- Kowatsch, Klaus (* 1953), deutscher Schauspieler und Regisseur
- Kowatsch, Peter (* 1965), österreichischer Künstler, Kulturmanager und Intendant
- Kowatschew, Andrej (* 1967), bulgarischer Politiker, MdEP
- Kowatschew, Josif (1839–1898), bulgarischer Aufklärer, Pädagoge und Politiker
- Kowatschew, Kiril (1954–2013), bulgarischer Geistlicher, Metropolit von Warna und Weliki Preslaw der bulgarisch-orthodoxen Kirche
- Kowatschew, Swetoslaw (* 1998), bulgarischer Fußballspieler
- Kowatschewa, Diana (* 1975), bulgarische Juristin und Politikerin
- Kowatschewa, Liljana (* 1960), bulgarische Pädagogin und Romaaktivistin
- Kowatschitsch, Frank (1974–2021), deutscher Radrennfahrer

### Kowb
- Kowbasnjuk, Iwan (* 1993), ukrainischer Skirennläufer

### Kowe
- Koweindl, Franz (1894–1933), österreichischer Politiker
- Kowert, Albert (* 1989), deutscher Ruderer

### Kowi
- Kowi, Chandra (* 1986), US-amerikanischer Badmintonspieler indonesischer Herkunft
- Kowii, Ariruma (* 1961), ecuadorianischer Dichter
- Kowin, Wladimir Alexandrowitsch (* 1954), sowjetisch-russischer Eishockeyspieler und -trainer
- Kowina, Grażyna (* 1962), polnische Mittel- und Langstreckenläuferin
- Kowitz, Stefan (* 1959), deutscher Generalarzt und Kommandeur des NATO Center of Excellence for Military Medicine

### Kowj
- Kowjasin, Alexei Olegowitsch (* 1970), russischer Biathlet

### Kown
- Kownacka, Gabriela (1952–2010), polnische Schauspielerin
- Kownacka, Maria (1894–1982), polnische Schriftstellerin, Übersetzerin und Herausgeberin
- Kownacki, Adam (* 1989), polnischer Boxer
- Kownacki, Dawid (* 1997), polnischer FußballspielerDawid Kownacki (* 1997)

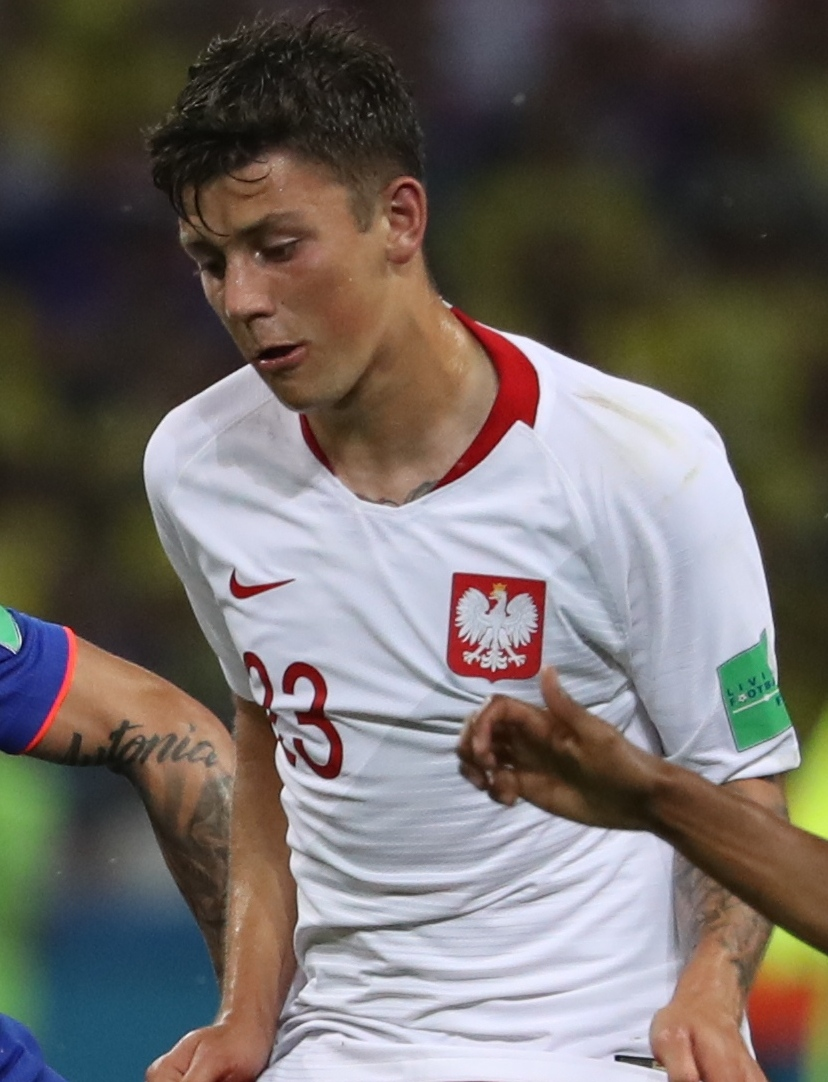
Dawid Kownacki (* 1997)

- Kownator, Rachel Aronowna (1899–1977), sowjetische jiddischsprachige kommunistische Autorin und Journalistin
- Kownatzki, Hermann (1899–1991), deutscher Archivar und Historiker
- Kowner, Josef (1895–1967), russisch-schwedischer Karikaturist und Maler
- Kowner, Rotem (* 1960), israelischer Historiker, Japanologe
- Kowner, Saul (1837–1896), jüdisch-russischer Mediziner
- Kowneristy, Juli Konstantinowitsch (1937–2007), russischer Physikochemiker, Materialwissenschaftler und Hochschullehrer

### Kowo
- Kowol, Alois (1891–1975), deutscher Maler
- Kowoll, Johann (1890–1941), Abgeordneter der deutschen Minderheit im Schlesischen Parlament

### Kowp
- Kowpak, Sydir (1887–1967), ukrainisch-sowjetischer Partisan, Generalmajor und Politiker
- Kowpan, Walentyna (* 1950), sowjetische Bogenschützin

### Kows
- Kowsch, Nikolai Petrowitsch (* 1965), sowjetischer Radrennfahrer
- Kowschenkow, Fjodor Iwanowitsch (1785–1850), russischer Bildhauer
- Kowschik, Stanislaw Wladimirowitsch (* 1991), russischer Naturbahnrodler
- Kowschowa, Natalja Wenediktowna (1920–1942), sowjetische Scharfschützin im Zweiten Weltkrieg
- Kowschun, Pawlo (1896–1939), ukrainischer Grafiker, Maler und Kunstkritiker
- Kowski, Sebastian (* 1959), deutscher Schauspieler und Hörspielsprecher
- Kowsky, Thomas (* 1932), deutscher Hafenfacharbeiter und Mitglied der Hamburgischen Bürgerschaft

### Kowt
- Kowtanjuk, Larissa Walentinowna (* 1972), sowjetische bzw. russische Mathematikerin
- Kowtsch, Omeljan (1884–1944), ukrainischer griechisch-katholischer Priester, Märtyrer, Seliger
- Kowtun, Dmitri Wladimirowitsch (1965–2022), russischer Geschäftsmann
- Kowtun, Illja (* 2003), ukrainischer KunstturnerIllja Kowtun (* 2003)

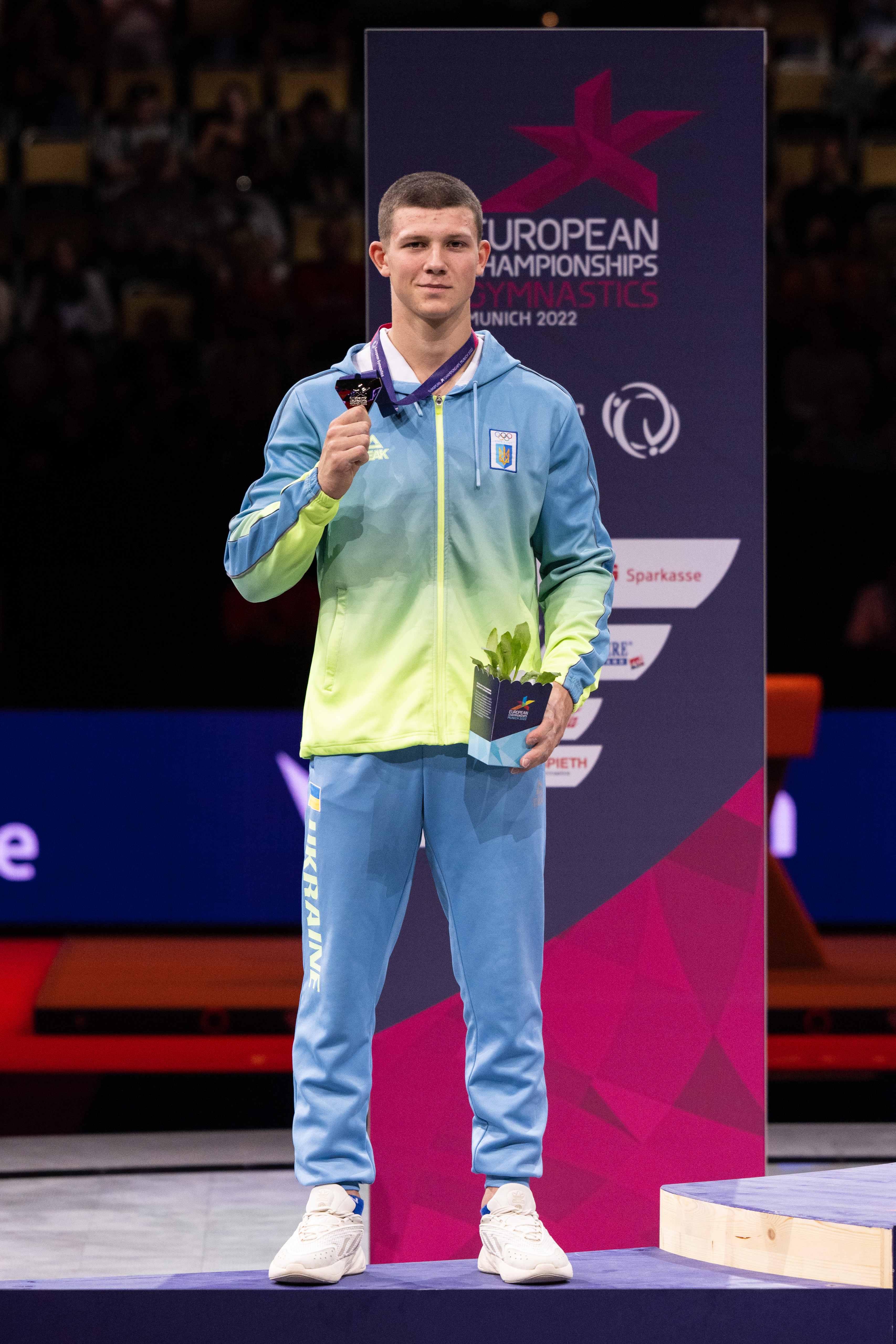
Illja Kowtun (* 2003)

- Kowtun, Juri Michailowitsch (* 1970), russischer Fußballspieler
- Kowtun, Maxim Pawlowitsch (* 1995), russischer Eiskunstläufer
- Kowtun, Natalja Nikolajewna (* 1964), russisch-sowjetische Sprinterin
- Kowtun, Olena (* 1966), ukrainische Tischtennisspielerin
- Kowtun, Walerij (1944–2005), ukrainischer Balletttänzer, Ballettmeister und Choreograph
- Kowtunow, Hennadij (* 1957), ukrainischer Dreispringer